# Scytodes flagellata
Scytodes flagellata là một loài nhện trong họ Scytodidae.
Loài này thuộc chi Scytodes. Scytodes flagellata được William Frederick Purcell miêu tả năm 1904.